# Movimento Hazzm

A bandeira do grupo.

Movimento Hazzm (árabe: حركة حزم , Harakat Hazzm, que significa Movimento da Constância) é uma divisão militar rebeldes cujos líderes são moderados autodeclarados e é a principal divisão militar de rebeldes na Guerra Civil Síria. O grupo foi abastecido com  míssil anti-tanque BGM-71 TOW.   por uma "fonte ocidental". Alguns dos grupos que estão envolvidos na aliança faziam parte das Brigadas Farouq. Os grupos que se tornaram o Exército de Mujahedeen foram originalmente indo para aderir ao Movimento Hazzm. O grupo se chamava Harakat Zaman Mohamed e é apoiado pela Irmandade Muçulmana síria. O grupo foi uma das 3 organizações rebeldes que condenaram os ataques contra o Estado Islâmico, junto com a Al Nusra e 3000 desertores do Exército Sírio Livre na fronteira libanesa.
 O movimento islâmico sírio também defende uma reconciliação regional.